# Metropolia czelabińska
Metropolia czelabińska – jedna z metropolii Rosyjskiego Kościoła Prawosławnego. W jej skład wchodzą cztery eparchie: eparchia czelabińska, eparchia magnitogorska, eparchia troicka i eparchia złatoustowska. Obejmuje terytorium obwodu czelabińskiego.
Erygowana przez Święty Synod Rosyjskiego Kościoła Prawosławnego na posiedzeniu w dniu 26 lipca 2012. Jej pierwszym ordynariuszem został arcybiskup czelabiński i złatoustowski Teofan (Aszurkow), którego w 2014 zastąpił Nikodem (Czibisow).
W grudniu 2018 nowym ordynariuszem został biskup Grzegorz (Pietrow) (w 2019 r. podniesiony do godności metropolity), a w kwietniu 2021 r. – biskup (następnie metropolita) Aleksy (Orłow).